# Le Moulin (grad)
Grad so začeli graditi ok. 1480 za dvorjana Philippa du Moulina.  Z utrjenim vhodom, dvižnim mostom, širokim obrambnim jarkom ter štirimi vogalnimi stolpi z venčnim zidcem (ohranjen je le še eden) spominja na utrdbo, vendar gradbeni material (opeka in kamen, okrasno povezana v deltoidast vzorec) ter grajske pritikline (dvonadstropna loggia s flamboyantnim okrasjem, reprezentančno polžje stopnišče, ki vodi v po dve sobi na nadstropje, in stranišče v oblem stolpnem podaljšku) kažejo, da grad ni imel prave trdnjavske funkcije. Utrdbeni ovoj je bil zgrajen po 1490 na zahtevo Charlesa d'Angoulêmskega. Ker je Philippe du Moulin 1495 v bitki pri Fornouu rešil Karla VIII., mu je kralj podelil naslov komornika in službo svetovalca, mu zaupal v upravo Langres ter ga poročil z vdovo po Jeanu d'Harcourtu. 